# Ier congrès du Parti communiste (France)
Le Ier congrès du Parti communiste français s'est tenu à Marseille du 25 au 31 décembre 1921.

## Galerie

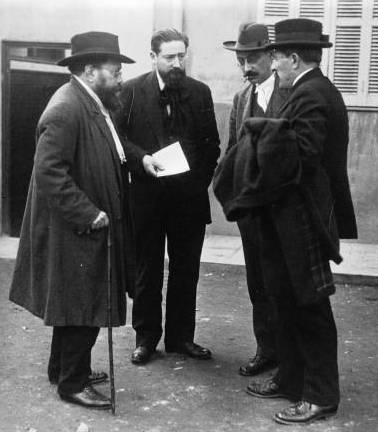
Quelques participants au congrès.
De gauche à droite : Charles Rappoport, Daniel Renoult, Ludovic-Oscar Frossard, Marcel Cachin.

Ho Chi Minh, alors délégué indochinois.

## Direction
- Secrétaire général : Ludovic-Oscar Frossard
- Secrétaire international : Antoine Ker
- Secrétaire administratif : Edmond Soutif
- Direction du Bulletin communiste : Boris Souvarine